# Comuna Vernești, Buzău
Vernești este o comună în județul Buzău, Muntenia, România, formată din satele Brădeanca, Cândești, Cârlomănești, Mierea, Nenciu, Nișcov, Săsenii Noi, Săsenii pe Vale, Săsenii Vechi, Vernești (reședința) și Zorești.

## Așezare
Ea se află la 4 km nord-vest de municipiul Buzău, pe malul drept al râului Buzău, în zona confluenței Nișcovului, pârâu pe ale cărui maluri se află și câteva din satele comunei. Este traversată de șoseaua națională DN10, care leagă Buzăul de Brașov. Din această șosea, la Vernești se ramifică șoselele județene DJ100H, care duce în susul Nișcovului spre Tisău și mai departe spre Mizil (județul Prahova), și DJ205, care duce de-a lungul versantului sudic al Dealului Istrița către Merei, Pietroasele și Năeni. Comuna este traversată și de calea ferată Buzău-Nehoiașu, pe care este deservită de stațiile Vernești și Cândești.

## Demografie
Componența etnică a comunei Vernești
     Români (81,18%)
     Romi (9,91%)
     Alte etnii (0,07%)
     Necunoscută (8,84%)
Componența confesională a comunei Vernești
     Ortodocși (89,84%)
     Alte religii (0,78%)
     Necunoscută (9,38%)
Conform recensământului efectuat în 2021, populația comunei Vernești se ridică la 9.008 locuitori, în creștere față de recensământul anterior din 2011, când fuseseră înregistrați 8.633 de locuitori. Majoritatea locuitorilor sunt români (81,18%), cu o minoritate de romi (9,91%), iar pentru 8,84% nu se cunoaște apartenența etnică. Din punct de vedere confesional, majoritatea locuitorilor sunt ortodocși (89,84%), iar pentru 9,38% nu se cunoaște apartenența confesională.

## Politică și administrație
Comuna Vernești este administrată de un primar și un consiliu local compus din 15 consilieri. Primarul, Daniel Năstase[*], de la Partidul Social Democrat, este în funcție din 2012. Începând cu alegerile locale din 2024, consiliul local are următoarea componență pe partide politice:
|  | Partid                          | Consilieri | Componența Consiliului | Componența Consiliului | Componența Consiliului | Componența Consiliului | Componența Consiliului | Componența Consiliului | Componența Consiliului | Componența Consiliului | Componența Consiliului | Componența Consiliului | Componența Consiliului |
|  | ------------------------------- | ---------- | ---------------------- | ---------------------- | ---------------------- | ---------------------- | ---------------------- | ---------------------- | ---------------------- | ---------------------- | ---------------------- | ---------------------- | ---------------------- |
|  | Partidul Social Democrat        | 11         |                        |                        |                        |                        |                        |                        |                        |                        |                        |                        |                        |
|  | Partidul Național Liberal       | 3          |                        |                        |                        |                        |                        |                        |                        |                        |                        |                        |                        |
|  | Alianța pentru Unirea Românilor | 1          |                        |                        |                        |                        |                        |                        |                        |                        |                        |                        |                        |

## Istorie

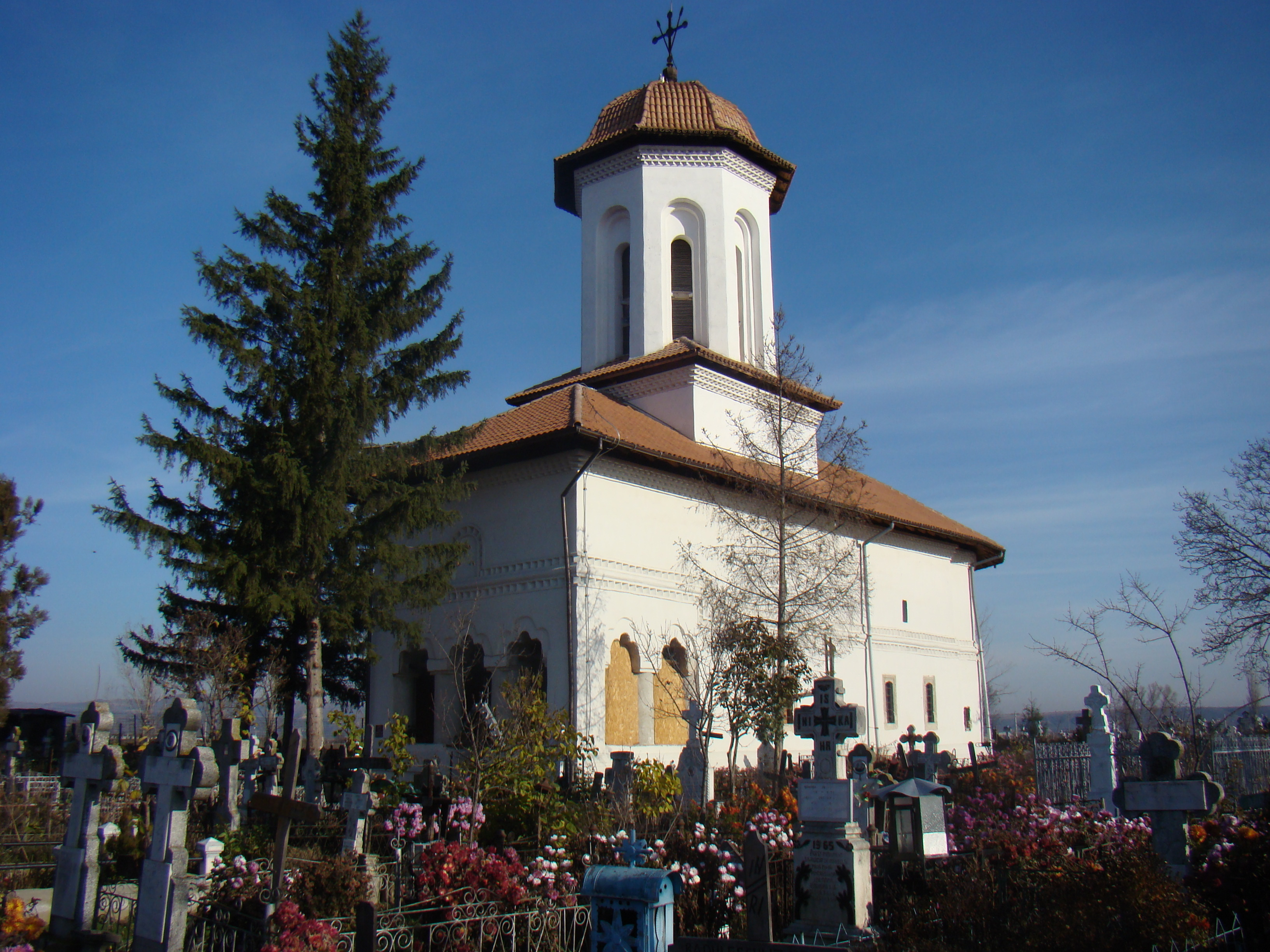
Biserica Buna Vestire din satul de reşedinţă, clădire din anii 1714–1721.

Satul Vernești datează dinaintea secolului al XVII-lea, când era în proprietatea familiei Greceanu, și în localitate au trăit frații Șerban și Radu Greceanu, care au scris o parte din operele lor acolo. Tot în Vernești își are originea familia Marghiloman. La sfârșitul secolului al XIX-lea, comuna Vernești făcea parte din plasa Sărata a județului Buzău și era compusă din cătunele Agudu, Clinciu și Vernești, cu o populație totală de 710 locuitori. În comună funcționau o școală mixtă și două biserici, dintre care una este biserica Buna Vestire, zidită de jupân Jipa și Stanciu Vernescu în perioada 1714–1721, în timpul domniilor lui Ștefan Cantacuzino și Nicolae Mavrocordat în Țara Românească.

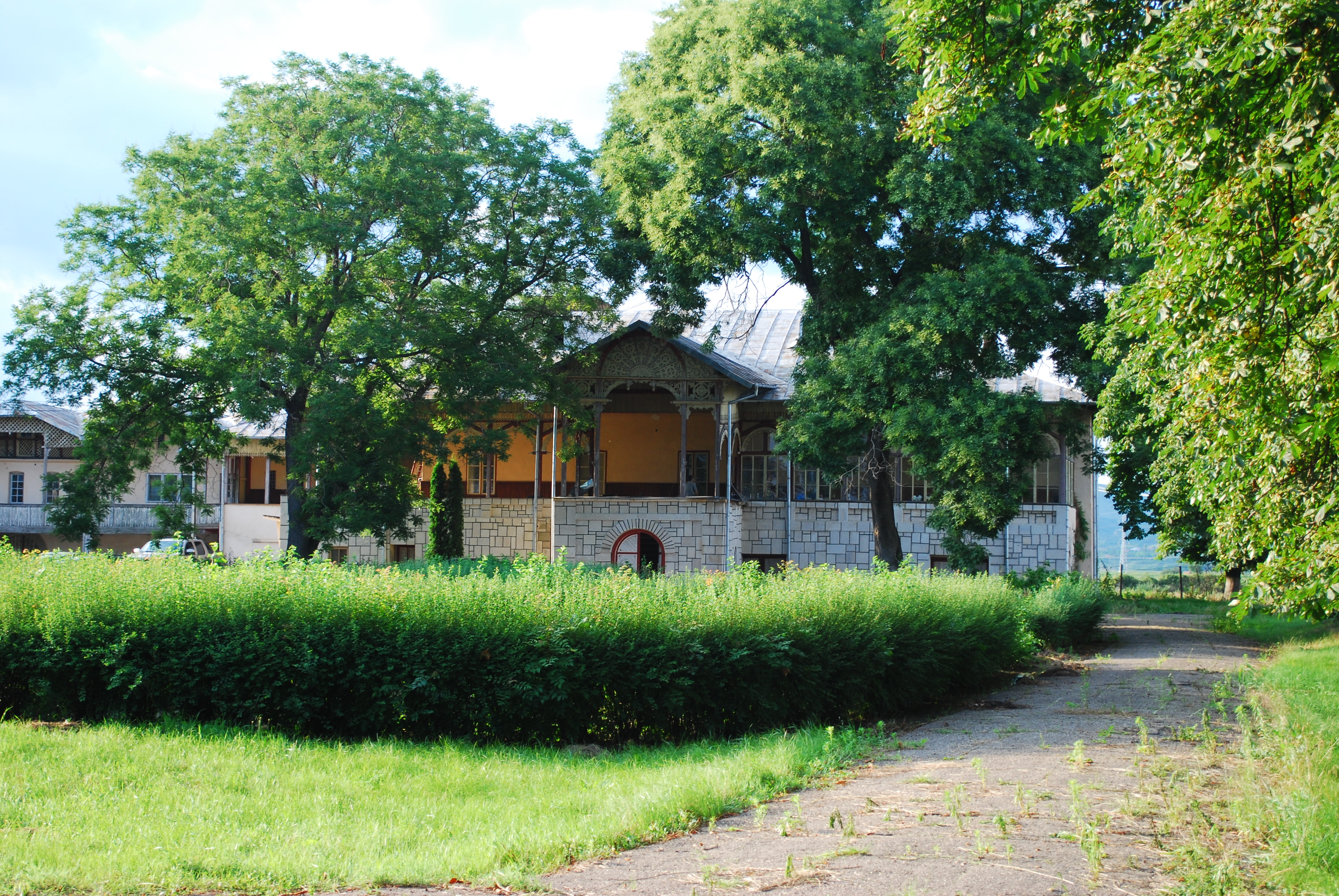
Conacul boieresc din Cândeşti, secolul al XVII-lea

În acea perioadă, pe actualul teritoriu al comunei, mai funcționau și comunele Valea Teancului (la poalele dealurilor, către Merei), Gura Nișcovului (pe cursul inferior al Nișcovului) și Cândești (mai sus pe Buzău) în aceeași plasă Sărata. Comuna Cândești era formată din cătunele Cândeștii de Jos, Cândeștii de Sus și Sătuc, cu o populație de 1840 de locuitori în 381 de case. În comună funcționau 2 școli, având în total 113 elevi (din care 35 de fete), și 3 biserici. Comuna Valea Teancului cuprindea cătunele Nisipu, Valea Teancului și Zorești, cu o populație totală de 1080 de locuitori; aici funcționau o școală la Zorești și două biserici. Comuna Gura Nișcovului avea 2100 de locuitori ce trăiau în 491 de case, grupate în satele: Cârlomănești, Mierea, Nișcovu, Nișcovu de peste Gârlă, Poșircești, Săsenii Noi, Săsenii Vechi și Valea-Săsenii Noi. Zona satului Nișcov servise drept refugiu pentru locuitorii Buzăului, care își mutaseră târgul aici în timpul Războiului Ruso-Turc din 1806–1812, când orașul a fost distrus. Satele cu numele de Săseni au fost populate prin secolul al XVII-lea de coloniști sași din Transilvania, românizați în decursul timpului. Comuna Gura Nișcovului avea o școală cu 48 de elevi, și 4 biserici, la Nișcov, Cârlomănești, Săsenii Noi și Săsenii Vechi.
În 1925, cele 4 comune făceau parte din plasa Nișcovului, comuna Vernești fiind chiar reședința acestei plăși. Comuna Vernești avea 790 de locuitori, Valea Teancului — 1805, Gura Nișcovului — 3529, iar Cândești — 1800.
În 1950, comunele au fost incluse în raionul Buzău al regiunii Buzău și apoi (după 1952) al regiunii Ploiești. În timp, comuna Gura Nișcovului a luat numele de Nișcov, iar Valea Teancului pe acela de Zorești. În 1968, comunele Zorești, Cândești și Nișcov au fost desființate și incluse în comuna Vernești (doar satul Sătuc fiind transferat comunei Berca), comună ce a preluat și satul Nenciu de la fosta comună Lipia. Alte sate au fost desființate și comasate atunci, astfel Cândeștii de Jos și Cândeștii de Sus au fost unite sub numele de Cândești, Agudu și Clinciu au fost incluse în satul Vernești, Nisipu și Valea Teancului în satul Zorești. Comuna Vernești a revenit de atunci în subordinea județului Buzău.

## Monumente istorice

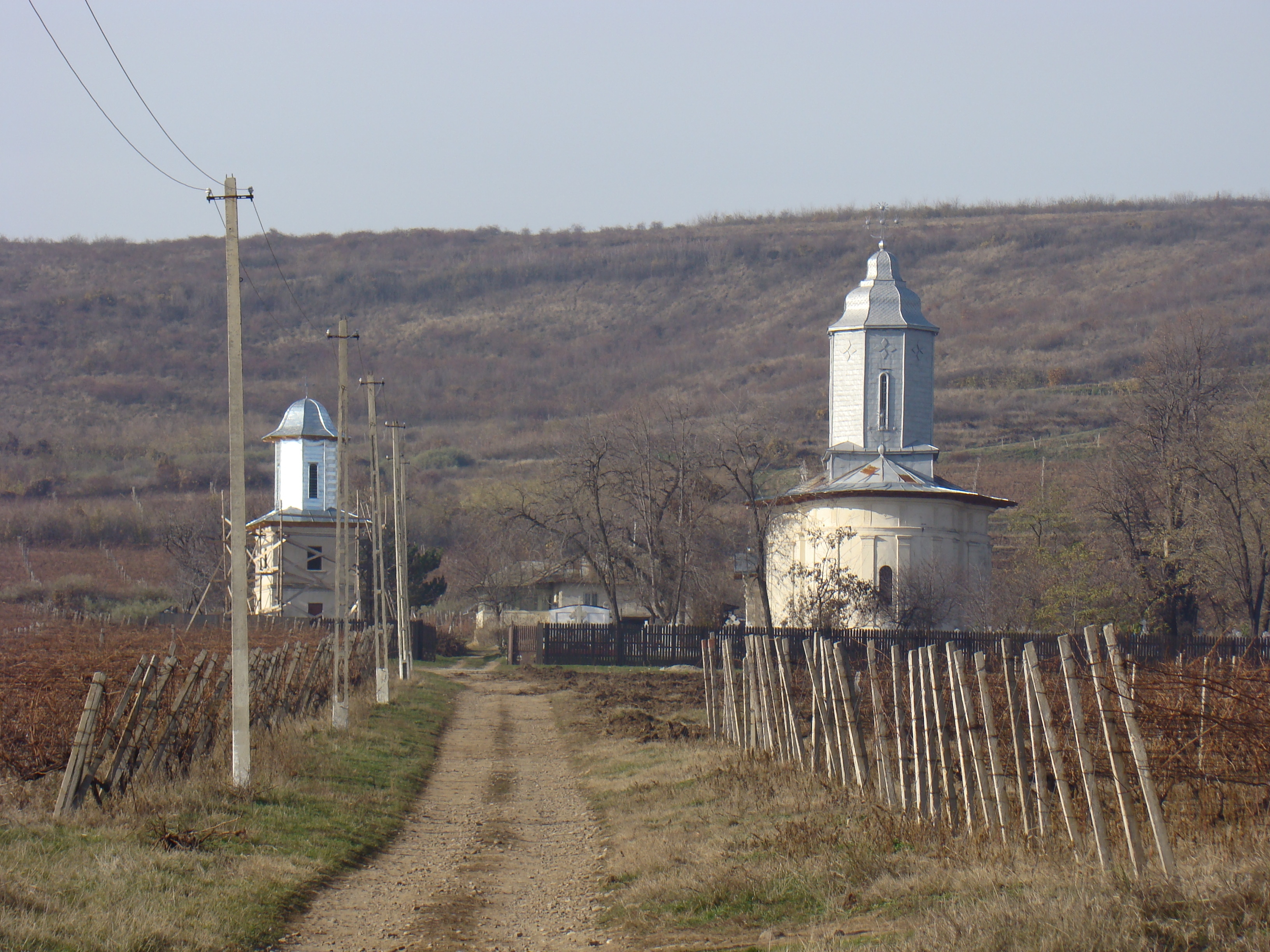
Biserica „Sfântul Ioan” din Săsenii Noi, monument istoric din 1841.

În comuna Vernești se află două situri arheologice și un monument de arhitectură de interes național. Așezarea de la „Coasta Popii” de la 800 m vest de satul Cândești datează din epoca migrațiilor (secolele al VI-lea–al VII-lea) și este unul din siturile eponime ale culturii Ipotești-Cândești. Celălalt sit arheologic major este cel de la Cârlomănești, din punctul „Cetățuia”, la vest de cătunul Pietriș al acestui sat. El cuprinde o așezare din Epoca Bronzului (cultura Monteoru, mileniile al III-lea–al II-lea î.e.n.), o așezare din perioada Halstatt (secolele al XII-lea–al V-lea î.e.n.) și o așezare dacică din perioada Latène (secolele al II-lea–I î.e.n.). Monumentul de arhitectură este vechea biserică „Adormirea Maicii Domnului” din Cândești, construită în 1650.
În rest, alte cincisprezece obiective din comună sunt incluse în lista monumentelor istorice din județul Buzău ca monumente de interes local. Patru dintre ele sunt monumente istorice: biserica „Sfinții Voievozi” (1824) din Cândești; conacul Cândeștilor din același sat (secolul al XVII-lea); biserica „Sfântul Ioan” (1841), cu zidul ei de incintă, din satul Săsenii Noi; și biserica „Buna Vestire” (1714–1715) din satul Vernești. Două sunt clasificate ca monumente funerare sau memoriale — crucea dintre vii (1724) de lângă biserica „Sfântul Ioan Blagoslovul” din Săsenii Noi și crucea de piatră din secolul al XIX-lea de pe DJ205 de la Zorești.
Între cele nouă situri arheologice de interes local din comună, se remarcă crama veche din secolele al XVIII-lea–al XIX-lea din marginea vestică a fostului sat Valea Teancului (acum parte din satul Zorești) și așezarea geto-dacică de la vest de același sat, din vârful Țigănoaia.

## Economie

### Industrie și agricultură
Dacă înainte de anul 1989 localitatea se putea lăuda cu o bogată activitate în domeniul prelucrării lemnului, pomiculturii și viticulturii, astăzi nu au mai rămas decât unele umbre ale industriei prelucrării strugurilor, existând două combinate, unul la Vernești și altul la Zorești.
Cu toate acestea, apropierea de municipiul Buzău a făcut ca foarte mulți întreprinzători particulari să investească în zonă, prinzând contur unele activități particulare, axate în principal pe activități de panificație, și creștere a vacilor de lapte.

### Transport și servicii publice
În localitatea Vernești funcționează primăria comunei, postul de poliție comunal și Școala generală cu clasele I/VIII.
Fiind aflată în apropierea municipiului Buzău, cele mai multe rute de transport leagă comuna de acest municipiu. Multe linii de autobuze și microbuze leagă comuna de Buzău, cu plecare din autogările din Buzău.

## Turism
În comuna Vernești se poate vizita biserica din Cimitirul Vechi, construcție ce datează din jurul anului 1700, restaurată.
De asemenea, în localitatea Mierea din comuna Vernești (la 1 oră de mers pe jos) se pot vedea ruinele cetății dacice de la Cârlomănești, descoperite în 1970.